# وایلدوود (جورجیا)
وایلدوود (به انگلیسی: Wildwood) یک منطقهٔ مسکونی در ایالات متحده آمریکا است که در جورجیا واقع شده‌است. وایلدوود ۱٬۹۲۳ نفر جمعیت دارد.